# Ocnerioxa bigemmata
Ocnerioxa bigemmata är en tvåvingeart som först beskrevs av Mario Bezzi 1920.  Ocnerioxa bigemmata ingår i släktet Ocnerioxa och familjen borrflugor.
Artens utbredningsområde är Kenya. Inga underarter finns listade i Catalogue of Life.